# リプリー郡区 (アイオワ州バトラー郡)
リプリー郡区は、アメリカ合衆国、アイオワ州、バトラー郡にある16の郡区の一つである。2000年の国勢調査で、人口は266人だった。

## 地理
リプリー郡区は、93.6平方キロメートル（36.13平方マイル)で、組み込まれている自治体(incorporated settlements)はない。アメリカ地質調査所によると、この郡区はHitesvilleの1つの霊園が含まれる。